# Chisocheton perakensis
Chisocheton perakensis là một loài thực vật có hoa trong họ Meliaceae. Loài này được (Hemsl.) Mabb. mô tả khoa học đầu tiên năm 1979.